# Relațiile dintre România și Bulgaria
Relațiile româno-bulgare sunt relațiile externe dintre Bulgaria și România. Bulgaria are o ambasadă în București. România are o ambasadă în Sofia și trei consulate onorifice în Burgas, Silistra și Vidin.Există între 8.000 și 30.000 de bulgari care locuiesc în România și cca. 11.000 de români care locuiesc în Bulgaria. Ambele țări sunt membre cu drepturi depline ale NATO și ale Uniunii Europene. Ele au 608 km de frontiere comună, cea mai mare parte de-a lungul Dunării.
Relațiile diplomatice dintre România și Bulgaria au fost stabilite în 1879, la nivel de Birou al reprezentantului diplomatic. Ulterior, reprezentarea diplomatică bilaterală a fost ridicată la nivel de consulate, consulate generale, legații, iar după 1944, de ambasade.

## Istoria relațiilor româno-bulgare

### Între 1878 și 1913
În urma Războiului de Independență al României, Bulgaria a devenit autonomă, de facto independentă.  La Congresul de la Berlin, Rusia a oferit României o parte a sudului Dobrogei, ca o compensație pentru anexarea sudului Basarabiei, dar România a refuzat, iar acel teritoriu a fost încorporat în Bulgaria. 
Prim-ministrul bulgar Stefan Stambolov a oferit lui Carol I coroana Bulgariei. Acesta este un fragment din manifestul adresat românilor de către patriotul bulgar Zaharia Stoianov, 1885:
„Nu există un singur bulgar, mai mult sau mai puțin inteligent și patriot, care să nu fi călcat pământul liber al României și să nu se fi folosit de ospitalitatea frățească a românilor. Într-o epocă de jumătate de secol, într-o epocă neagră și groaznică pentru noi, privirea poporului bulgar a fost pururea ațintită asupra malului stâng al Dunării. Tot ce era onest și nobil, tot ce avea vreo inițiativă era cuprins de ideea de a salva patria sa nenorocită, tot ce n-a putut să respire în Bulgaria robită, lucra și trăia în sfânta Românie. Mi-aduc aminte, precum își aduc aminte toți amicii mei, că cuvintele: România, București, Ploiești, Giurgiu, Brăila, Galați, și așa mai departe, au fost pentru noi cuvinte sfinte și egale cu cuvinte din Sfânta Scriptură.(...)
Voi ați permis neastâmpăratului Botev să ne trimită „Cuvântul refugiatului bulgar” și apoi să editeze „Znamea”, organe de publicitate care, dacă ar fi apărut acum în Bulgaria, ar fi indignat desigur elementele din care se compune tagma trădătorilor patriei noastre mult încercate. Amantul vostru a hrănit pe apostolii libertății bulgare, pe luptătorii uriași ai independenței noastre… Salutare dar pământului sfânt al României, fie binecuvântat! România a fost a doua patrie pentru mii de martiri ai noștri.(...)”
Aromânii au fost victime unor discriminări ale statului bulgar, probabil uneori ajungând chiar și la ucidere în masă. În 1900, unul dintre conducătorii mișcării naționale aromânești a fost asasinat la București de către un comitagiu bulgar, iar un conflict militar între cele două state era pe punctul de a avea loc.

### Între 1913 și 1940
Al Doilea Război Balcanic a fost stârnit când Bulgaria, nemulțumită de granițele hotărâte în urma Primului Război, a atacat Serbia și Grecia. România a atacat Bulgaria, comandamentul român având ordinul de a ocupa Cadrilaterul și de a înainte spre Sofia pentru a sfârși războiul. După sfârșitul războiului, Bulgaria a cedat Cadrilaterul către România. Cele două țări au luptat în Primul Război Mondial una contra celeilalte, însă diferă data intrării în război (România→Antantă din 27.08.1916, Bulgaria→Puterile Centrale din 14.10.1915). Tratatul de la București ceda Cadrilaterul și o altă parte a Dobrogei bulgarilor, restul fiind un condominiu (pe 25.09.1918 se ajunge ca toată Dobrogea să fie a Bulgariei, însă la finalul lunii capitulează). Pe decursul perioadei interbelice, au existat mișcări secesioniste care atacau românii coloniști din Dobrogea de Sud, precum și jandarmeria.

### După 1940
În urma schimbării granițelor Europei de către revizioniștii Tratatului de la Versailles în Cel De-al Doilea Război Mondial, România a fost presată să cedeze Cadrilaterul. 
Românii și-au întors privirea înspre Basarabia și Bucovina de Nord, care au fost cedate Uniunii Sovietice mai înainte și au intrat în război de partea Germaniei Naziste, precum și a Bulgariei. Acest lucru a durat până la Lovitura de Stat de pe 23 august.
În urma războiului, ambele state au fost în sfera de influență a Uniunii Sovietice și membre ale Pactului de la Varșovia. În perioada comunistă, nu au existat conflicte mari între cele două țări, neînțelegerile fiind legate de nesupunerea României față de Moscova, opusă politicienilor bulgari, care chiar au cerut să devină republică a Uniunii Sovietice.

### Secolul XXI
În prezent, relațiile dintre cele două țări se desfășoară în baza „Tratatului de prietenie, colaborare și bună vecinătate” semnat la Sofia, pe 27 februarie 1992.
În anul 2004 s-au aniversat 125 de ani de la stabilirea relațiilor diplomatice între România și Bulgaria, România fiind recunoscută ca subiect de drept internațional și ca stat, în urma Tratatului de la Berlin din 1878 (vezi și Războiul de Independență al României).

## Relațiile economice
| Anul   | 1999   | 2000   | 2001  | 2002   | 2003  | 2004  | 2005   | 2006   |
| ------ | ------ | ------ | ----- | ------ | ----- | ----- | ------ | ------ |
| Total  | 191,62 | 08,95  | 351,0 | 324,54 | 411   | 800,2 | 1129,5 | 1261,6 |
| Export | 36,67  | 244,02 | 202,2 | 176,25 | 217,7 | 451,3 | 735,2  | 825,8  |
| Import | 54,95  | 69,93  | 148,8 | 148,29 | 193,3 | 348,9 | 394,3  | 435,8  |
| Sold   | 81,72  | 179,09 | 53,4  | 27,96  | 24,4  | 102,4 | +340,9 | +390   |

- Dinamica schimburilor comerciale — în mil. USD/ din 2004 mil. Euro

La data de 30.11.2006, volumul total al schimburilor comerciale ale României cu R. Bulgară a fost de 1261,6 milioane dolari SUA ( +23,0 % față de aceeași perioadă a anului 2005), din care exportul a fost de 825,8 milioane dolari SUA (+ 25,5 %), importul de 435,8 milioane dolari SUA (+ 18,7.%), iar soldul de + 390,0 milioane dolari SUA.
La 30.11.2006, ponderea Bulgariei în comerțul exterior al României a fost de 1,6 %, din care ponderea exportului 2,8% (locul 7), iar cea a importului 0,9% (locul 25). 
În România sunt înregistrate un număr de 608 societăți mixte româno-bulgare, cu un capital total investit de 11.2 mil. USD, cu o pondere de 0,07%, Bulgaria ocupând locul 42 în rândul investitorilor străini prezenți în țară.
Investițiile române în Bulgaria se ridică la circa 10 mil. USD SUA, prin 36 de societăți mixte și reprezentanțe românești, din care 9 cu capital românesc 100%.

## Principalele acorduri bilaterale încheiate (după 1990)
- Declarație privind relațiile de bună vecinătate, prietenie și colaborare dintre România și Republica Bulgaria (Sofia, 12 septembrie 1991);
- Tratat de prietenie, colaborare și bună-vecinătate între România și Republica Bulgaria (Sofia, 27 ianuarie 1992);
- Convenția între Guvernul României și Guvernul Republicii Bulgaria privind colaborarea în domeniul protecției mediului înconjurător (Sofia, 9 decembrie 1991);
- Acordul pentru promovarea și protejarea reciprocă a investițiilor (București, 1 iunie 1994);
- Convenția pentru evitarea dublei impuneri și combaterea evaziunii fiscale (București, 1 iunie 1994);
- Acordul cultural între Guvernul României și Guvernul Republicii Bulgaria (Sofia, iulie 1996);
- Acordul dintre Guvernul României și Guvernul Republicii Bulgaria privind notificarea rapidă a unui accident nuclear și schimbul de informații asupra instalațiilor nucleare (Kozlodui, mai 1997);
- Înțelegere între ministerele transporturilor din România și Bulgaria privind transportul de vehicule și pasageri prin punctele de frontieră pe sectorul româno-bulgar al Dunării;
- Acord de cooperare în domeniul turismului între Guvernul României și Guvernul Republicii Bulgaria (București, 10 noiembrie 1998);
- Acord de cooperare juridică și judiciară între Ministerele de Justiție ale României și Republicii Bulgaria, semnat la București la 8 noiembrie 1999;
- Declarația Guvernului României și Guvernului Republicii Bulgaria privind construirea podului peste Dunăre la Calafat-Vidin (București, 27 martie 2000);
- Declarație privind cooperarea româno-bulgară în domeniul securității și apărării, adoptată de primminiștri celor două state, (București, 27 martie 2000);
- Acord între Guvernul Republicii Bulgaria și Guvernul României privind protecția schimbului de informații militare secrete (Sofia, 29 martie 2000);
- Acord de readmisie [necesită citare] (București, 23 iunie 2000);
- Program de cooperare în domeniul protecției mediului înconjurător între Ministerul Apelor, Pădurilor și Protecției Mediului din România și Ministerul Mediului Înconjurător și al Apelor din Republica Bulgaria pentru perioada 2000-2005 (Sviștov, 9 septembrie 2000);
- Protocolul dintre Ministerul Apărării Naționale al României și Ministerul Apărării al Republicii Bulgaria privind colaborarea între forțele aeriene (Giurgiu, 28 aprilie 2001);
- Acordul de colaborare între jandarmeriile română și bulgară (Ruse, iunie 2001);
- Acordul între Guvernul României și Guvernul Republicii Bulgaria privind cooperarea în lupta împotriva crimei organizate, traficului ilicit de stupefiante, substanțe psihotrope și precursori, terorismului și a altor fapte penale grave (Sofia, 9 iulie 2002).
- Acordul de colaborare în domeniul energetic între Ministerul Industriei și Resurselor din România și Ministerul Energiei și Resurselor Energetice din Republica Bulgaria (Sofia, 29 octombrie 2002);
- Protocolul între Ministerul Apărării Naționale din România și Ministerul Apărării din Republica Bulgaria privind cooperarea dintre forțele navale (Sofia, 29 octombrie 2002);

## Relații economice
Conform unui studiu realizat în 2014, Bulgaria și Ungaria sunt destinațiile preferate ale românilor pentru cumpărături în străinătate, cei mai mulți dintre ei alegând să treacă granița pentru a achziționa alimente și băuturi.